# أسول
أسول قرية مغربية صغيرة بإقليم تنغير شرق البلاد. تقع في الحافة الجنوبية لجبال الأطلس الكبير تقع على ضفاف واد غريس، وتبعد عن بحيرة تيسليت ب 51 كم جنوب غربا. وهي تقع بين قريتي آيت هاني وآيت سيدي مح.تتميز بمناخها البارد ويعتمد سكانها على الفلاحة والتجارة و سكانهامختلطون بين الشرفاء الأدارسة و أمازيغ. من الأشجار الأساسية الموجودة في هده البلدة شجر التفاح وبالدرجة الثانية المشمش. وعندهم زاوية تسمى بزاوية سيدي أبو يعقوب يوجد بها ضريح الولي الصالح سيدي أبو يعقوب واصله من مدينة الينبوع في السعودية، ويوجد داخله أيضا قبر زوجته وأولاده.